# Parafia św. Jakuba w Rzykach
Parafia pod wezwaniem Świętego Jakuba w Rzykach – parafia rzymskokatolicka znajdująca się w Rzykach. Należy do dekanatu Andrychów diecezji bielsko-żywieckiej.
Kościół murowany, zbudowany w latach 1793–1796 pod patronatem dziedziczki klucza dóbr zatorskich, księżnej Apolonii Poniatowskiej. Wieża przy przedniej fasadzie dobudowana z 1835 r., a najwyższa jej kondygnacja z hełmem w 1923 r. Polichromia wykonana w 1885 r. przez Józefa Paszyńskiego z Tarnowa, odnowiona w 1985 r. W barokowo-rokokowym ołtarzu głównym sprzed 1837 r. umieszczony jest obraz Matki Bożej Pocieszenia, cenny drewniany posąg Matki Boskiej z XV w., drugi późnogotycki z XVI w. Kościół włączony jest do rejestru zabytków